# Tlalnepantla (Morelos)
Tlalnepantla é um município do estado de Morelos, no México.

## Etimologia
Provém de kuauh-tli (águia), ten-tli (orelha ou lábio) e ko, adverbio de lugar. O nome da cidade significa, aproximadamente "Em meio as águias e na orelha da terra".

## História
Antes de sua fundação, a região da cidade de Tlalnepantla foi habitada por tribos de Nahuatlacas e Tlahuicas. Essas tribos falavam o idioma náhuatl e se estabeleceram em diferentes pontos onde hoje é a cidade.
Por volta da década de 1590, existiu uma vila chamada Teocaltitla, que ficava a sete quilómetros de distância a noroeste da cidade. Nesse local, ainda existem ruínas de um templo.
Em 1600, foi fundada a vila de Santiago, conhecida como “Teocalli” que significava en náhuatl (casa de pedra) e atualmente se encontra em ruínas. Ruínas de outras vilas na região mostram que a localidade foi constantemente habitada e abandonada ao longo de sucessivos anos.
Durante a época colonial, padres agostinianos iniciaram peregrinações para a região e foram unificando gradativamente as dispersas vilas com o objetivo de fundar uma só cidade. Os padres fundaram o que hoje é a cidade de Tlalnepantla com uma média de 800 habitantes distribuídos em cinco bairros.